# Ruta Provincial 11 (Buenos Aires)
La Ruta Provincial 11, denominada «Raúl Ricardo Alfonsín» es una carretera mayormente pavimentada de 583 km ubicada en el este de la Provincia de Buenos Aires, Argentina, que une las localidades de Punta Lara y Mar del Sur.
Esta ruta bordea primero las costas del Río de la Plata y luego las del mar Argentino del Océano Atlántico, lo que genera gran tránsito en la temporada estival y en Semana Santa.
El tramo entre Magdalena y el enlace con la Ruta Provincial 36 (sin concesionar) está consolidado con conchilla, mientras que entre Esquina de Crotto (enlace con la Ruta Provincial 63, que es una autovía) y el acceso a la ciudad costera de Mar de Ajó hay una autovía de 120 km. También es una autovía el tramo de 18 km entre los accesos a Pinamar (km 393) y Villa Gesell (km 411) también es autovía de 72  km pero en construcción entre los Accesos a Villa Gesell (km 411) y Mar Chiquita (km 483) y el tramo de 26 km entre el acceso a Mar Chiquita (km 483) y Parque Camet (km 509).
Este camino permitió el desarrollo de las localidades de la costa bonaerense al norte de Mar del Plata, ya que la única localidad servida por ferrocarril de dicha zona es Pinamar, que estuvo en operaciones entre el 27 de agosto de 1949 y el año 1968, con un posterior levantamiento de vías, y desde el 7 de diciembre de 1996 hasta el 4 de abril de 2011.

## Historia

En rojo, el recorrido actual de la ruta. En verde el trazado anterior a 1979. Los números indican los años en los que se terminó la obra de pavimentación en los diferentes tramos de la ruta.

Las primeras obras de este camino costanero se ejecutaron en la Ciudad de Mar del Plata. El camino entre el centro y el Parque Camet se pavimentó en 1928, mientras que el camino entre el centro y el Faro Punta Mogotes se pavimentó en 1933.
La Ley Provincial 3958 promulgada el 16 de junio de 1928, autorizó al Poder Ejecutivo para realizar los estudios para el camino costanero que debía unir el camino afirmado de Avellaneda a Magdalena pasando por La Plata con la ciudad de Mar del Plata. Este camino se abrió al público en 1932, llevando el nombre de Camino de la Costa. Este nuevo camino provincial de tierra unía Avellaneda, en el límite con la ciudad de Buenos Aires, y Mar del Plata bordeando la costa del Río de la Plata y el del Océano Atlántico, a diferencia de la Ruta Provincial 2 que unía Buenos Aires y Mar del Plata por un camino casi recto.
En 1936 se construyó el camino costanero en Punta Lara. En mayo y julio de ese año los fuertes vientos procedentes del sudeste, conocidos como sudestada, produjeron un aumento en el nivel del río que destruyó gran parte del camino. Debido a esto, se agregó un muro para detener la creciente del río. El embate de las aguas socavó este muro con el paso de los años, hasta que en julio de 1958 se produjo una creciente excepcional del río sobrepasando en 30 cm el nivel del camino, destruyéndolo casi por completo.
Estas crecientes del río impidieron la construcción de un camino pavimentado hasta Quilmes, por lo que solo se habilitó un camino de tierra entre Quilmes y Punta Lara pavimentándose solamente el tramo costero en la ciudad de Quilmes.
El camino pavimentado entre Mar del Plata y Miramar fue construido entre 1937 y 1938, mientras que el une La Plata con Magdalena se terminó en 1961. Esto incluyó la repavimentación de 19 km de un tramo que se había habilitado el 1 de noviembre de 1938.
Cuando se pavimentó la ruta, al final de la década de 1970, hubo algunos cambios de traza, como se puede apreciar en el mapa adjunto. La traza antigua, marcada en verde, se encontraba más alejada de la costa. Así el acceso a San Clemente del Tuyú tenía 20 km de extensión, a Santa Teresita 11 km, a Mar de Ajó 8 km, a Pinamar 31 km y a Villa Gesell 15 km. La traza antigua sigue sin pavimentar al año 2025.

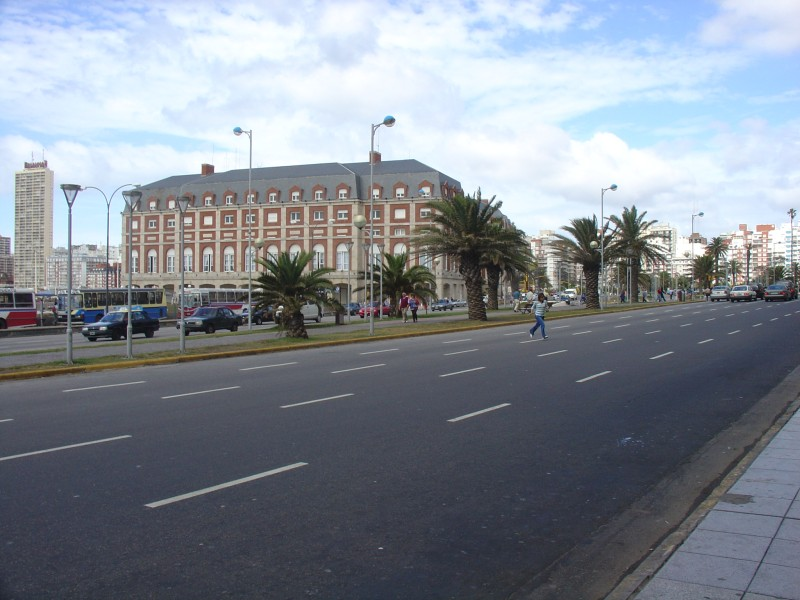
Casino de Mar del Plata junto a la traza de la Ruta Provincial 11 transferida al municipio de General Pueyrredón en el año 1986.

En 1986 el Gobierno de la Provincia de Buenos Aires transfirió a la Municipalidad de General Pueyrredón la competencia sobre el tramo de la ruta 11 en el área urbana de Mar del Plata, entre el Arroyo La Tapera y el Faro Punta Mogotes.
El 5 de diciembre de 1987 se inauguró el camino pavimentado de Miramar a Mar del Sur, por una traza más cercana a la costa que el viejo camino de tierra.
El 19 de septiembre de 1990 se firmó el acta de entrega de esta ruta en el tramo entre el enlace con la Ruta Provincial 36 cerca de Pipinas (km 142) y la rotonda de acceso a la ciudad de Santa Clara del Mar (km 498), junto con otras rutas provinciales, a la empresa Caminos del Atlántico por un plazo de 15 años con opción a cinco años más. Esta concesionaria ubicó las cabinas de peaje en el paraje La Huella (km 240) cerca de General Conesa y en Mar Chiquita (km 483).
Durante el año 1996 la concesionaria construyó la autovía entre Pinamar y Villa Gesell que sería financiado con el aumento de la tarifa del peaje al finalizar la obra. El 24 de marzo de 1999 la Dirección de Vialidad de la Provincia de Buenos Aires y la empresa concesionaria firmaron un acta por el que se adelantaban las obras de la autovía que une Esquina de Crotto y General Conesa. Los trabajos se realizaron en dos etapas: los 15 km entre Esquina de Crotto y la cabina de peaje se habilitaron el 30 de diciembre de 1999, mientras que el otro tramo de 15 km hasta el empalme con la Ruta Provincial 56 se inauguró en diciembre de 2000.
El 16 de diciembre de 2010 autoridades nacionales y provinciales inauguraron la autovía en un tramo de 10 km entre Santa Clara del Mar y el Parque Camet que tuvo un costo de 43 millones de pesos.
El 14 de septiembre de 2013 la presidenta de la Nación Argentina mediante una videoconferencia dejó inaugurado un tramo de 15 km entre Santa Clara del Mar y el Balneario Parque Mar Chiquita, ambos en el Partido de Mar Chiquita con un costo de aproximadamente 90 millones de pesos. Además prometió obras para avanzar con la autovía hasta el Partido de Villa Gesell, este se uniría al tramo que ya está hecho entre Villa Gesell y Pinamar. Recorre los partidos de General Madariaga, General Lavalle, Tordillo y La Costa. 
El 23 de agosto de 2017 la entonces gobernadora María Eugenia Vidal anunció obras de una segunda calzada no obstante tras 38 meses del anuncio apenas había un 35% de avance, según datos oficiales brindados por la Dirección de Vialidad de la Provincia. A fines de 2020,durante la gestión del actual gobernador Axel Kicillof se finalizan tramos de la doble vía en la RP11, entre las localidades de San Clemente y Mar del Tuyú debido a la pandemia de COVID-19. El 22 de diciembre se habilitaron dos nuevos tramos de la autovía: Uno de 18 km entre San Clemente y General Lavalle y otro de 15 km entre Mar del Tuyú y La Lucila del Mar, reduciéndose así en un 60% la cantidad de accidentes en la ruta. A fines de marzo de 2021 se habilitó un nuevo tramo comprendido entre San Bernardo (km 342) y Mar de Ajó (km 346) A septiembre de 2021 sólo restaban habilitar 16 km, desde el cruce con la ruta provincial 56 (km 250) hasta el km 266 (límite entre los partidos de General Lavalle y Tordillo). El 7 de octubre de 2021 finalmente se inauguró el último tramo de la obra sobre la ruta por lo cual la nueva autovía se extiende desde el km 250 (General Conesa) hasta el ingreso a la localidad de Mar de Ajó (km 346) .
En enero del 2023 el gobernador Axel Kicillof anunció la extensión de la autovía de Villa Gesell hasta el tramo ya existente en Mar Chiquita. El 5 de marzo de 2025 se terminaron los trabajos entre los dos accesos a Villa Gesell, quedando este breve tramo habilitado al tránsito automotor.y a mitad de julio de 2025 se habilitó otro tramo de autovía entre Villa Gesell Sur y Mar De Las Pampas, dejando un total de 10 km de los 72,4 km de la nueva autovía entre Villa Gesell y Mar Chiquita abiertos al público

## Localidades

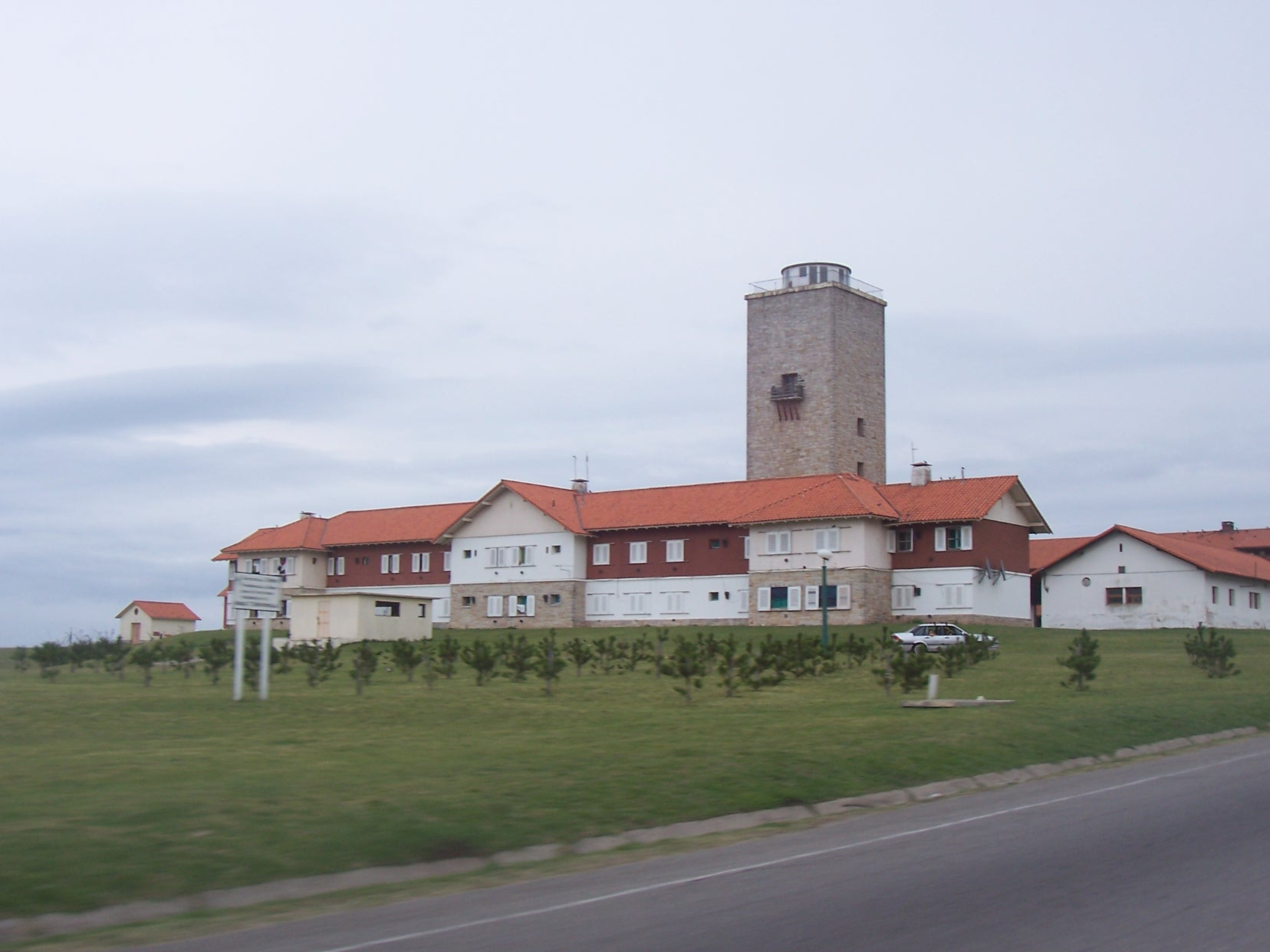
Complejo turístico de Chapadmalal junto a la Ruta Provincial 11.

Las ciudades y pueblos por los que pasa esta ruta de norte a sur son:
- Partido de Ensenada (km 1-14): Punta Lara (kilómetro 5).
- Partido de La Plata (km 14-32): Tolosa (km 14) y La Plata (km 15-19).
- Límite entre partidos de La Plata y Berisso (km 17-32): Villa Elvira (km 20).
- Partido de Magdalena (km 32-94): Magdalena (km 61).
- Partido de Punta Indio (km 94-158): Punta del Indio (km 100), Paraje Punta Piedras (km 124) y acceso a Pipinas (km 142).
- Partido de Chascomús (km 158-162): no hay poblaciones.
- Partido de Castelli (km 162-209): Cerro de la Gloria (km 191).
- Partido de Dolores (km 209-210): no hay localidades
- Partido de Tordillo (km 210-232): Paraje Esquina de Crotto (km 225).
- Partido de Dolores (km 232-234): no hay localidades
- Partido de Tordillo (km 234-266): Villa Roch (km 245) y General Conesa (km 250).
- Partido de General Lavalle (km 266-308): General Lavalle (km 290).
- Límite entre partidos de General Lavalle y La Costa (km 308-382): San Clemente del Tuyú (km 308), Las Toninas (km 319), Santa Teresita (km 324), Mar del Tuyú (acceso norte en km 328 y acceso sur en km 330), Costa del Este (km 333), Aguas Verdes (km 336), La Lucila del Mar (km 339), San Bernardo del Tuyú (km 341), Mar de Ajó (km 345), Nueva Atlantis (km 350), Pinar del Sol (km 375) y Costa Esmeralda (km 382).
- Límite entre partidos de General Madariaga y Pinamar (km 382-404): Pinamar (km 393), Ostende (km 396), Valeria del Mar (km 398) y Cariló (km 400).
- Límite entre partidos de General Madariaga y Villa Gesell (km 404-428): Acceso norte a Villa Gesell (km 411), acceso sur a Villa Gesell (km 416), Mar de las Pampas (km 420) y Mar Azul (km 423).
- Partido de General Madariaga (km 428-450): no hay localidades.
- Partido de Mar Chiquita (km 450-503): Mar Chiquita (km 483), Mar de Cobo (km 487), Camet Norte (km 494), Santa Clara del Mar (km 498), Atlántida (km 500), Santa Elena (km 501) y Playa Dorada (km 502).
- Partido de General Pueyrredón (km 503-552): Barrio Félix U. Camet (km 504), Mar del Plata (km 506-535), Playa Chapadmalal (km 542) y San Eduardo del Mar (km 550).
- Partido de General Alvarado (km 552-578): Miramar (km 562) y Mar del Sur (km 578).

## Intersecciones y puentes
A continuación, todo el recorrido en forma esquemática.
|  | WASSERq | WBRÜCKE1 | WASSERq |

|  | WASSERq | WBRÜCKE1 | WASSERq |

|  | WASSERq | WBRÜCKE1 | WASSERq |

|  |  | ABZgl+l | STRq |

|  | WASSERq | WBRÜCKE1 | WASSERq |

|  | STRq | TEEeq |  |

|  | WASSERq | WBRÜCKE1 | WASSERq |

|  |  | SKRZ-GBUE |

|  | RMq | RMIhoeq |  |

|  | STRq | KRZ | STRq |

|  |  | TEEaq | STRq |

|  | STRq | ABZgr+r |  |

|  | STRq | KRZ | STRq |

|  | STRq | KRZ | STRq |

|  |  | STR |

|  | WASSERq | WBRÜCKE1 | WASSERq |

|  |  | STR |

|  |  | STR |

|  | WASSERq | WBRÜCKE1 | WASSERq |

|  |  | ABZgl+l | STRq |

|  | STRq | ABZgr+r |  |

|  | WASSERq | WBRÜCKE1 | WASSERq |

|  | WASSERq | WBRÜCKE1 | WASSERq |

|  |  | ABZgl+l | STRq |

|  |  | ABZgl+l | STRq |

|  | STRq | KRZ | STRq |

|  |  | STR |

|  | WASSERq | WBRÜCKE1 | WASSERq |

|  | WASSERq | WBRÜCKE1 | WASSERq |

|  |  | STR |

|  | STRq | TEEeq |  |

|  | STRq | TEEeq |  |

|  |  | STR |

|  | WASSERq | WBRÜCKE1 | WASSERq |

|  | STRq | TEEeq |  |

|  | WASSERq | WBRÜCKE1 | WASSERq |

|  | WASSERq | WBRÜCKE1 | WASSERq |

|  | WASSERq | WBRÜCKE1 | WASSERq |

|  |  | STR |

|  | WASSERq | WBRÜCKE1 | WASSERq |

|  | WASSERq | WBRÜCKE1 | WASSERq |

|  | STRq | TEEeq |  |

|  |  | STR |

|  | WASSERq | WBRÜCKE1 | WASSERq |

|  |  | STR |

|  | WASSERq | WBRÜCKE1 | WASSERq |

|  | WASSERq | WBRÜCKE1 | WASSERq |

|  | WASSERq | WBRÜCKE1 | WASSERq |

|  | WASSERq | WBRÜCKE1 | WASSERq |

|  | RMq | MWNODE |  |

|  |  | RM |

|  | WASSERq | RMoW2 | WASSERq |

|  |  | GRENZE |

|  | WASSERq | RMoW2 | WASSERq |

|  | RMq | MWNODE |  |

|  |  | RM |

|  | WASSERq | RMoW2 | WASSERq |

|  |  | RM |

|  | WASSERq | RMoW2 | WASSERq |

|  | WASSERq | RMoW2 | WASSERq |

|  |  | MWNODE | exSTRq |

|  |  | RM |

|  |  | MWNODE | exSTRq |

|  |  | MWNODE | exSTRq |

|  |  | MWNODE | exSTRq |

|  |  | MWNODE | exSTRq |

|  |  | MWNODE | exSTRq |

|  |  | MWNODE | exSTRq |

|  |  | MWNODE | exSTRq |

|  |  | MWNODE | exSTRq |

|  |  | MWNODE | exSTRq |

|  |  | MWNODE | exSTRq |

|  |  | MWNODE | exSTRq |

|  |  | MWNODE | exSTRq |

|  |  | ABZgl+l | STRq |

|  |  | STR |

|  |  | ABZgl+l | STRq |

|  |  | ABZgl+l | STRq |

|  |  | STR |

|  | exSTRq | MWNODE | exSTRq |

|  |  | MWNODE | exSTRq |

|  |  | MWNODE | exSTRq |

|  |  | MWNODE | exSTRq |

|  |  | RM |

|  |  | MWNODE | exSTRq |

|  |  | MWNODE | exSTRq |

|  |  | ABZgl+l | STRq |

|  |  | ABZgl+l | STRq |

|  |  | STR |

|  | WASSERq | WBRÜCKE1 | WASSERq |

|  | WASSERq | WBRÜCKE1 | WASSERq |

|  |  | STR |

|  |  | GRENZE |

|  |  | MWNODE | exSTRq |

|  | WASSERq | RMoW2 | WASSERq |

|  | WASSERq | RMoW2 | WASSERq |

|  |  | MWNODE | exSTRq |

|  |  | MWNODE | exSTRq |

|  | WASSERq | RMoW2 | WASSERq |

|  |  | MWNODE | exSTRq |

|  | WASSERq | RMoW2 | WASSERq |

|  |  | MWNODE | exSTRq |

|  | exSTRq | MWNODE | exSTRq |

|  | WASSERq | RMoW2 | WASSERq |

|  |  | RM |

|  | WASSERq | RMoW2 | WASSERq |

|  | exSTRq | MWNODE |  |

|  | exSTRq | MWNODE |  |

|  |  | RM |

|  | exSTRq | MWNODE |  |

|  | exSTRq | MWNODE |  |

|  |  | RM |

|  | exSTRq | MWNODE |  |

|  | WASSERq | RMoW2 | WASSERq |

|  |  | RM |

|  | exSTRq | MWNODE |  |

|  | WASSERq | RMoW2 | WASSERq |

|  | exSTRq | MWNODE |  |

|  |  | RM |

|  | WASSERq | RMoW2 | WASSERq |

|  | exSTRq | MWNODE |  |

|  |  | RM |

|  | WASSERq | RMoW2 | WASSERq |

|  | exSTRq | MWNODE | exSTRq |

## Parques y reservas naturales
A la vera del camino se encuentran varios parques y reservas naturales.
En Punta Lara, cercano al parque provincial Pereyra Iraola, se encuentran 300 ha de selva marginal, núcleo de la reserva natural integral Punta Lara.
En los partidos de Magdalena y Punta Indio frente al Río de la Plata se encuentra el Parque Costero del Sur declarado reserva mundial de Biosfera por la Unesco.
En la bahía de Samborombón se encuentran 4 áreas protegidas: la reserva natural provincial integral con acceso restringido, la reserva natural provincial integral Rincón de Ajó, el parque nacional Campos del Tuyú —creado por la Fundación Vida Silvestre Argentina y donado al estado nacional— y la estación biológica Punta Rasa, creada mediante un convenio entre el Servicio de Hidrografía Naval (Armada Argentina) y la Fundación Vida Silvestre Argentina.
Existen varias reservas de médanos naturales, entre ellas la reserva natural municipal Faro Querandí, ubicada en el extremo sur del partido de Villa Gesell.
Al norte de Mar del Plata se encuentra la laguna de Mar Chiquita, una albufera marina con gran cantidad de especies animales.
En la mencionada ciudad, se encuentran dos áreas de jurisdicción municipal: en el puerto la reserva natural Puerto Mar del Plata y al sur de la urbe se encuentra la reserva turística y forestal Costanera Sur, en la franja costera entre el Faro Punta Mogotes y el arroyo Las Brusquitas, en el límite entre los partidos de General Pueyrredón y General Alvarado. En este último la ruta pasa junto al «Vivero Dunícola Florentino Ameghino», donde se encuentra el «Bosque Energético».